# Anne Lauvergeon
Anne Lauvergeon (Dijon, Francia, 2 de agosto de 1959) es una empresaria francesa.
Fundó y dirigió hasta 2011 Areva, el líder mundial en el sector de la energía nuclear. Desde 2013 forma parte del consejo de Airbus Group y está a la cabeza de una comisión sobre la innovación.

## Formación y carrera
Anne Lauvergon es licenciada en física.
En 1990, trabajó para el gobierno francés con el entonces presidente, François Mitterrand. Representaba el gobierno en las cumbres internacionales y las grandes citas. Esta experiencia le permitió desarrollar una red de contactos muy poderosos.[cita requerida]
En 1999, fue nombrada directora de Cogema, una empresa dedicada a la producción y enriquecimiento de uranio.
Tras la fusión de Cogema y Framatome, creó y dirigió Areva durante diez años. Sin embargo, su mandato no fue renovado en 2011 por parte del Elíseo, que tiene un 80% del capital.
Anne Lauvergeon entró en el consejo de EADS con el apoyo de Pierre Moscovici en 2013.

## Influencia
Según el ranking de la revista Forbes, es parte de las mujeres más poderosas de Francia: en 2006 figuraba en la novena posición.

## Vida familiar
Su padre es un profesor universitario de historia y su madre es una asistente social. Tiene dos hijos.